# Santec
Santec is een gemeente in het Franse departement Finistère (regio Bretagne). De plaats maakt deel uit van het arrondissement Morlaix. Santec telde op 1 januari 2022 2.435 inwoners.

## Geografie
De oppervlakte van Santec bedroeg op 1 januari 2022 8,06 vierkante kilometer; de bevolkingsdichtheid was toen 302,1 inwoners per km².

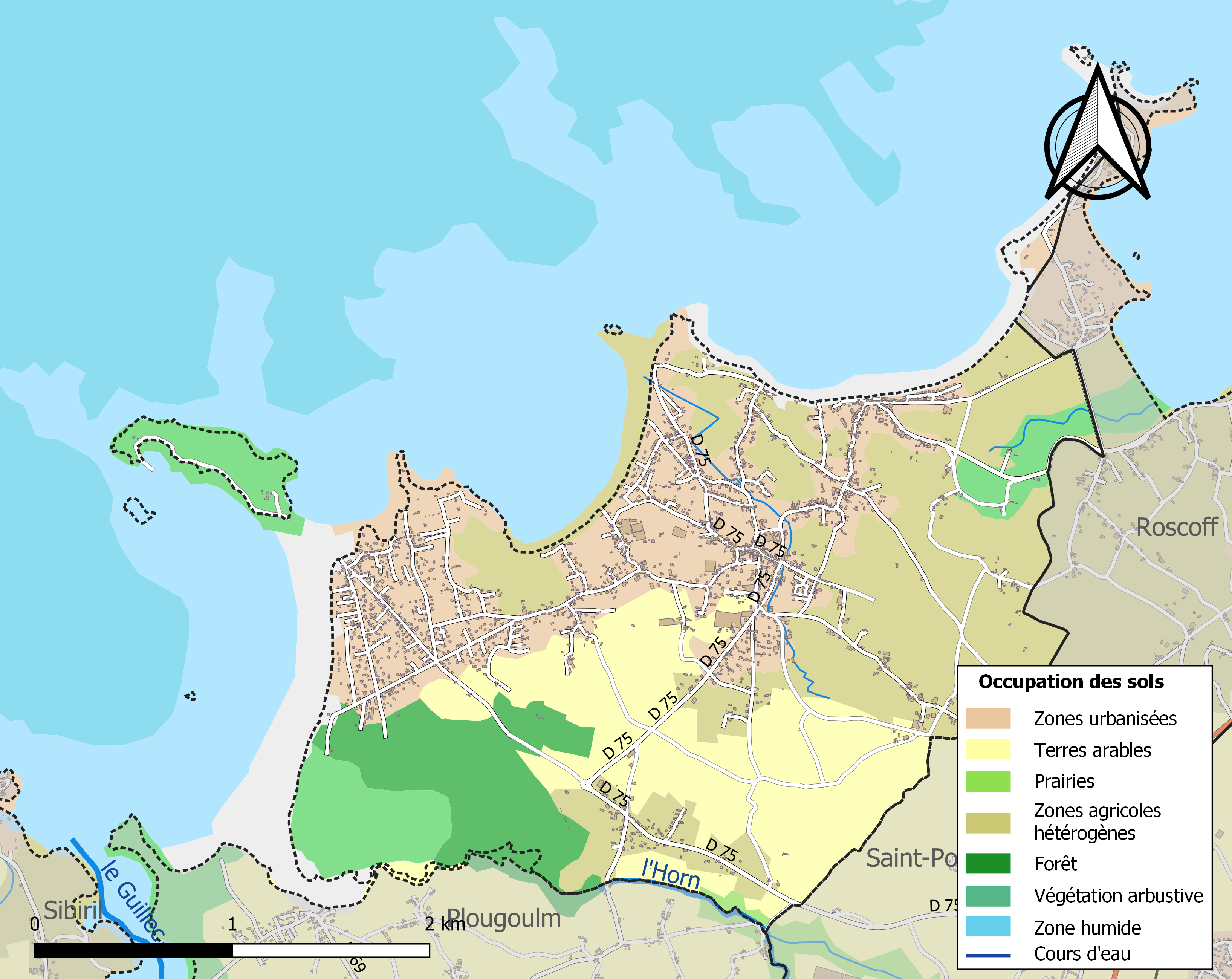
Kaart van de gemeente met belangrijkste infrastructuur, bodemgebruik en omliggende gemeenten

## Demografie
Onderstaande figuur toont het verloop van het inwonertal (bron: INSEE-tellingen).

## Bekende inwoners
- Denez Prigent, singer-songwriter